# Decii
Légende :
♦Patricien, ♦Plébéien, ♦Consulaire, ♦Sénatorial, ♦Équestre
Gens et Liste des gentes romaines
Les Decii sont les membres d'une ancienne famille plébéienne romaine, la gens Decia, devenue célèbre dans l'histoire romaine après le sacrifice de trois de ses membres selon le vœu de la devotio.

## Cognomina
Les cognomina de cette famille utilisés sous la République sont Mus (« souris ») et Subulo (« jeune cerf »).

## Principaux membres

### Sous la République

#### Decii Mus
- Quintus Decius, (v.-410 - ?);
  - Publius Decius Mus, (v.-380 - -340), consul en -340, commande les troupes romaines lors de la bataille de Trifanum;
    - Publius Decius Mus, (v.-355 - -295), consul en -312, -308, -297 et -295, commande les troupes romaines à la bataille de Sentinum;
      - Publius Decius Mus, (v.-320 - -279), consul en 279 av. J.-C., commande les troupes romaines à la bataille d'Ausculum

#### Autres
- Marcus Decius, tribun de la plèbe en 491 av. J.-C.[a 1]
- Lucius Decius, tribun de la plèbe en 415 av. J.-C.
- Caius Plautius Decianus, fils adoptif d'un Caius Plautius, consul en -329;
- Marcus Decius, tribun de la plèbe en 311 av. J.-C.[a 2]
- Publius Decius Subulo, triumvir colonia deductiva en -169;
- Publius Decius (Subulo?), tribun de la plèbe en -120, préteur en -115;
- Caius Appuleius Decianus, fils adoptif d'un Caius Appuleius, tribun de la plèbe en -98;
- Decius, sénateur romain proscrit puis tuer en -43
- Publius Decius, tribun de la plèbe, partisans de Marc Antoine en -43;

### Sous le Principat

#### Decii d'Aquinum
- Caius (Decius), (v.-100 - ?);
  - Marcus (Decius), (v.-70 - ?);
    - Quintus Decius Helu(...), (v.-40 - ?);
      - Quintus Decius Saturninus, (v.-15 - ap.30), chevalier romain[b 1];

#### Autres
- Decius Mundus, chevalier romain sous Tibère;
- Sextus Decius, tribun militaire de légion, décoré par Tibère;
- Quintus Decius Vindex, procurateur en Dacie[b 2].
- Imp. Caesar Caius Messius Quintus Traianus Decius Augustus, (né Caius Messius Quintus Decius Valerianus), (v. 201 - 6/251), empereur romain en 249.